# آبکند

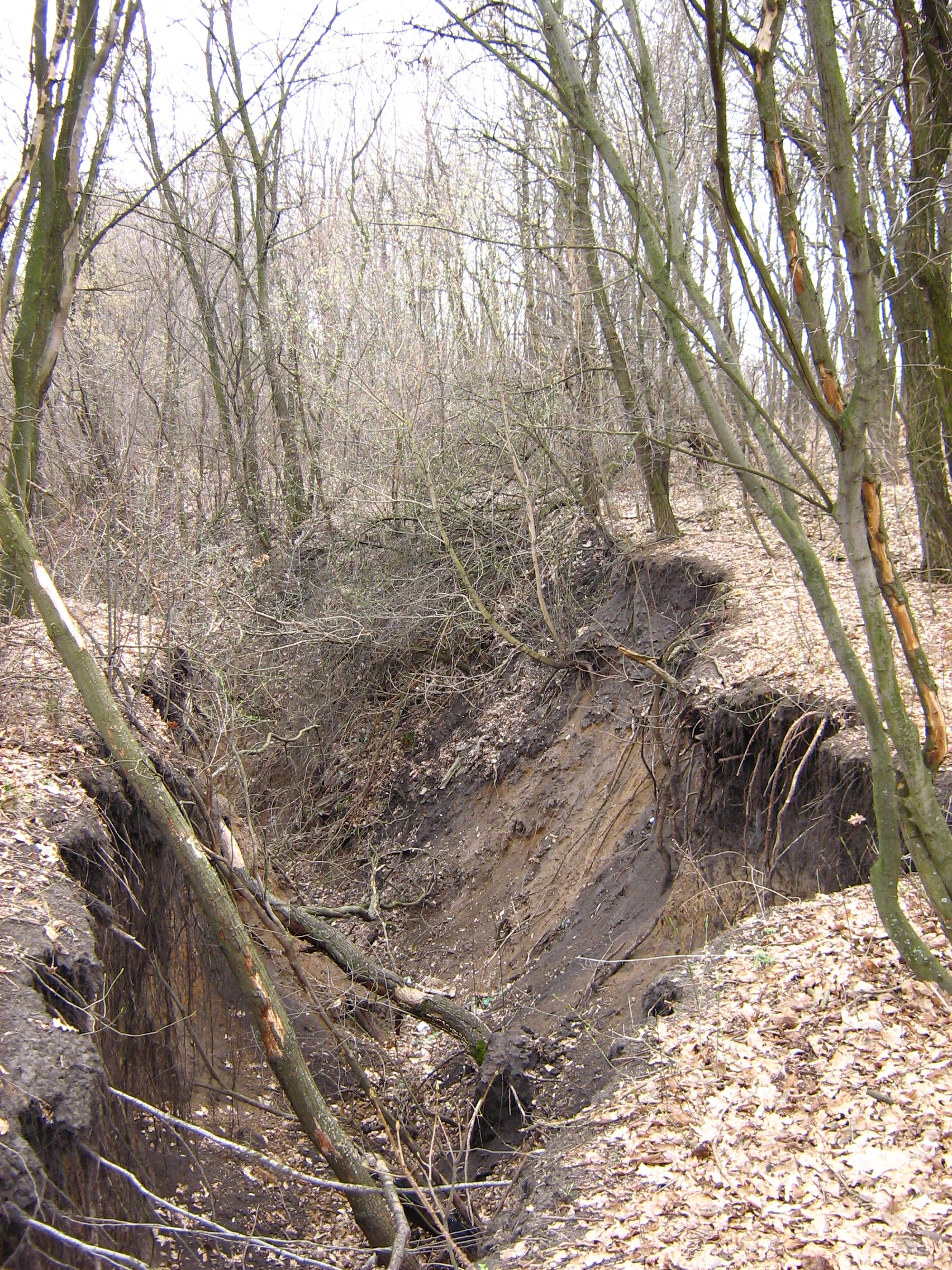
یک آبکند در اوکراین

آبکند (به انگلیسی: Gully) یکی از زمین‌چهرهاست که به درهٔ تنگ کوچک یا درهٔ تنگ عمیقی گفته می‌شود که گاهی در روی دامنهٔ سفلای آتشفشانی تشکیل می‌شود، و این در زمانی‌ست که باران سنگین باعث ایجاد سیلابی شده که مواد را به سمت پایین روبیده و در خاکستر آتشفشانی نرم ایجاد بریدگی می‌کند. این پدیده خندق، بارانکا و گالی نیز نامیده می‌شود.